# Żabiny
Żabiny (deutsch Seeben) ist ein Dorf im Powiat Działdowski (Kreis Soldau) in der polnischen Woiwodschaft Ermland-Masuren. Es liegt in unmittelbarer Nachbarschaft zum Dorf Rybno (Rybno, 1942 bis 1945 Rübenau), zu dessen Landgemeinde es gehört.

## Geographische Lage
Żabiny liegt im Südwesten der Woiwodschaft Ermland-Masuren, 29 Kilometer westlich der früheren Kreisstadt Neidenburg (polnisch Nidzica) bzw. 18 Kilometer nordwestlich der heutigen Kreismetropole Działdowo (deutsch Soldau i. Ostpr.).

## Geschichte
Der 1344 gegründete und vor 1540 Schaben bzw. nach 1540 Scheben genannte Ort bestand aus einem Dorf und einem Gut. 1874 wurden der Gutsbezirk Seeben und die Landgemeinde Seeben in den neu errichteten Amtsbezirk Groß Koschlau (polnisch Koszelewy) im ostpreußischen Kreis Neidenburg eingegliedert. Im Jahre 1910 zählte Seeben 696 Einwohner, von denen 147 zum Gutsbezirk und 549 zur Landgemeinde gehörten.
Seeben wurde bekannt durch die Tannenbergschlacht, bei der am 26. August 1914 General Hermann von François den Befehl erhielt, nach Usdau (polnisch Uzdowo) vorzugehen. Es gelang ihm aber nur, die Höhen von Seeben zu nehmen. Angeblich soll die Artillerie noch nicht eingetroffen sein. So konnte erst am Folgetag Usdau genommen werden. Diese Verzögerung, ob bewusst oder unbewusst herbeigeführt, war für den Ausgang der Schlacht entscheidend.
Im Soldauer Gebiet gelegen gehörte Seeben mit zu den Orten, die gemäß Versailler Vertrag von 1919 an Polen abgetreten werden mussten. Dieses geschah am 10. Januar 1920. Seeben erhielt die polnische Namensform „Żabiny“ und zählte im Jahre 1931 insgesamt 714 Einwohner. Żabiny wurde am 1. August 1934 Amtssitz und namensgebend für eine Landgemeinde, die am 26. Oktober 1939 wieder dem Deutschen Reich zugerechnet, in „Landgemeinde Seeben“ umbenannt und 1940 in den neuen „Amtsbezirk Seeben“ im Kreis Neidenburg umgewandelt wurde. Zu diesem Amtsbezirk gehörten außer dem Amtsdorf Seeben die Orte:
| Deutscher Name | Polnischer Name |
| -------------- | --------------- |
| Grallau        | Gralewo         |
| Koschlau       | Koszelewy       |
| Murawken       | Murawki         |
| Neudorf        | Nowa Wieś       |
| Tautschken     | Tuczki          |
| Wansen         | Wądzyn          |

In Kriegsfolge kam 1945 das gesamte südliche Ostpreußen zu Polen. Seeben erhielt wieder die polnische Namensform „Żabiny“ und ist heute eine Ortschaft im Verbund der Gmina Rybno (Landgemeinde Rybno, 1942 bis 1945 Rübenau) im Powiat Działdowski (Kreis Soldau), bis 1998 der Woiwodschaft Ciechanów, seither der Woiwodschaft Ermland-Masuren zugehörig.

## Kirche
Bis 1945 war Seeben in die evangelische Kirche Groß Koschlau (polnisch Koszelewy) in der Kirchenprovinz Ostpreußen der Kirche der Altpreußischen Union bzw. – nach 1920 – in der Diözese Działdowo (Soldau) der Unierten Evangelischen Kirche in Polen, außerdem in die römisch-katholische Kirche Groß Lensk (polnisch Wielki Łęck) eingepfarrt.
Heute gehört Żabiny evangelischerseits zur Pfarrei der Erlöserkirche Działdowo (Soldau) mit der – Żabiny näher gelegenen – Filialkirche Lidzbark (Lautenburg) in der Diözese Masuren der Evangelisch-Augsburgischen Kirche in Polen, und katholischerseits zur Pfarrei Koszelewy (Koschlau) im Bistum Toruń (Thorn).

## Verkehr
Żabiny liegt an der verkehrstechnisch bedeutsamen Woiwodschaftsstraße 538, die die beiden Woiwodschaften Kujawien-Pommern und Ermland-Masuren miteinander verbindet und Anschluss zurSchnellstraße S 7 (Danzig – Warschau) herstellt. Vom Nachbarort Koszelewy führt eine Nebenstraße in den Ort.
Żabiny ist seit 1986 eine Bahnstation an der Bahnstrecke Danzig–Warschau der Polnischen Staatsbahn (PKP).